# Força de Desplegament Preventiu de les Nacions Unides

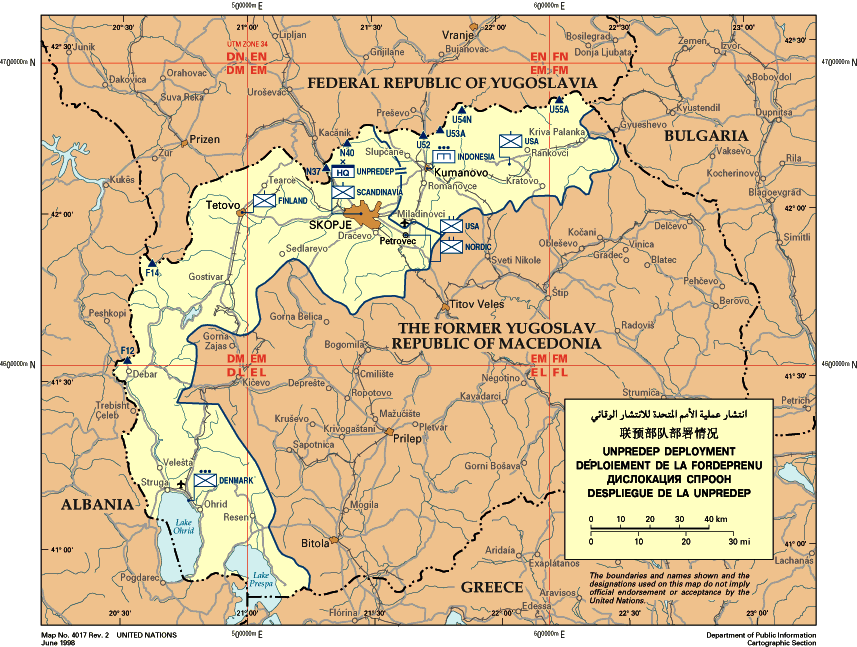
Desplegament de la UNPREDEP

La Força de Desplegament Preventiu de les Nacions Unides (també coneguda com a UNPREDEP per l'acrònim en anglès d' United Nations Preventive Deployment Force) va ser una missió multinacional de manteniment de la pau desplegada en l'antiga República Iugoslava de Macedònia entre 1995 i 1999. La missió va ser establerta amb l'aprovació de la resolució 983 del Consell de Seguretat de les Nacions Unides del 31 de març de 1995. La UNPREDEP havia de substituir la missió anterior, la Força de Protecció de les Nacions Unides (UNPROFOR), continuant amb el seu mandat en territori macedoni. El seu objectiu principal va ser la supervisió que cap esdeveniment ocorregut a les zones frontereres amb la República Federal de Iugoslàvia i Albània repercutís en l'estabilitat del país i comunicar aquests esdeveniments al Secretari General en el cas d'ocórrer.

## Història
La UNPREDEP es va convertir en una missió totalment independent després de la dissolució de la UNPROFOR, encara que bona part de les seves estructures i contingent militar va passar a ser assignat a la nova missió. El mandat de la missió va ser prorrogat per les successives resolucions nombre 1082 (1996), 1105 (1997), 1101 (1997), 1140 (1997), 1142 (1997) i 1186 (1999). En elles es va prorrogar el mandat per períodes de 6 mesos o un any i es va variar en diverses ocasions el total de soldats desplegats depenent de la conjuntura política; assignant també nous objectius com el control del tràfic il·legal d'armes.
L'últim mandat autoritzat de la UNPREDEP va expirar el 28 de febrer de 1999 sense que os renovat pel vot en contra (i subseqüent veto) de la Xina en un nou projecte de resolució del Consell de Seguretat que planejava la pròrroga per uns altres sis mesos. El representant xinès en el Consell de Seguretat va argumentar que les missions de pau de les Nacions Unides no havien de tenir una durada indefinida. Altres representants del Consell de Seguretat van criticar durament el veto de la Xina perquè al seu judici podia posar en perill l'estabilitat de l'antiga República Iugoslava de Macedònia per la proximitat del conflicte kosovar. No obstant això el veto xinès atenia a una represàlia diplomàtica després del reconeixement de Taiwan per part del govern macedoni.

## Desplegament
En l'últim any de la missió, després que la resolució 1186 de 1998 augmentés el nombre d'efectius, la UNPREDEP estava composta per 1.110 efectius uniformats. D'ells 1.049 eren soldats, 35 observadors militars i 26 policies civils. Els principals països que en 199 aportaven efectius uniformats eren: Estats Units (303 soldats), Finlàndia (199 soldats, 1 observador militar i 6 policies), Suècia (198 soldats i 1 observador militar) i Noruega (152 soldats i 2 policies). A més la missió estava recolzada per 203 civils personal de les Nacions Unides d'origen nacional i internacional de 40 països diferents. A data 1998 la missió havia sofert 4 baixes mortals des de la seva creació.